# Маями Хийт
Маями Хийт (букв. превод: горещината, жегата на Маями) е професионален баскетболен отбор от Маями. Състезава се в НБА в Югоизточната дивизия на Източната конференция. Отборът е печелил три пъти шампионската титла на НБА през 2006, 2012 и 2013 г. Собственик на отбора е милиардерът от еврейски произход Мики Арисън.

## История
Отборът е създаден през 1988 г. при поредното разширяване на НБА, когато към лигата се присъединява и отборът на Шарлът Хорнетс. Първите години в Лигата са колебливи и отборът е неизменно в дъното на Югоизточната дивизия. За първи път успява да се класира за плеййофите чак в четвъртия си сезон (1992), когато отстъпва на Чикаго Булс в първия кръг.
Положителен обрат настъпва през сезона 1995-1996, когато треньор на отбора става опитният треньор Пат Райли, който сменя почти целия титулярен състав. Привлечени са звездите Алонсо Морнинг, Тим Хардуей и Крис Гатлинг и резултатите не закъсняват. Отборът печели четири последователни титли на дивизията (1997, 1998, 1999, 2000). Като резултат от положителните игри, през 1999 е построена нова зала Америкън Еърлайнс Арина, побираща 20 500 зрители.
През 2004 г. е привлечена суперзвездата Шакил О'Нийл, който в следващите 4 сезона успява да поведе отбора към първа титла в Иточната конференция. Впоследствие на финалите Маями Хийт печели и титлата в НБА, побеждавайки Далас Маверикс с 4–2 победи.
През сезон 2010/11 отборът отново събира звездна селекция. Трима от най-големите играчи в лигата – Дуейн Уейд, Леброн Джеймс и Крис Бош - са събрани в стартовата петица, превръщайки Маями Хийт в основен съперник на актуалния шампион Лос Анджелис Лейкърс. Отборът постига 58 победи и 24 загуби през редовния сезон и стига до Финалите на НБА, където обаче отстъпва на Далас Маверикс с 4–2.
През сезон 2011/12, Хийт печели титлата за втори път като на финала побеждава Оклахома Сити Тъндър с 4–1.
През сезон 2012/13, Маями Хийт завършва редовния сезон с постижение от 66 победи и 16 загуби, което е рекорд в историята им и печелят дивизията си за десети път и трети пореден. Звездата на отбора Леброн Джеймс е избран за MVP на редовния сезон за четвърти път. В плейофите, Маями започват с лесна победа 4–0 над Милуоки Бъкс в първия кръг. На полуфиналите побеждават Чикаго Булс с 4–1. На финала на конференция, „горещите“ печелят титлата на изток след седем игри срещу Индиана Пейсърс и се класират на финал за трета поредна година. На финала, Хийт печелят титлата след 4–3 над Сан Антонио Спърс и стават шампиони за втора поредна година. Леброн Джеймс е избран за MVP на Финалите за втора поредна година.
През сезон 2013/14, отборът завършва втори в конференцията като завършва с 2 игри зад Индиана Пейсърс, печелейки дивизията си за единадесети път и четвърти пореден. В първия кръг отбора побеждава Шарлът Бобкетс с 4–0. На полуфиналите на конференцията, Маями побеждава Бруклин Нетс с 4–1 и получава правото да се изправи на финала за четвърти пореден път. На финала на източната конференция, Хийт побеждава Индиана Пейсърс с 4–2 и се класират за четвърти пореден финал. Преминавайки през пресявките и достигайки до финал с рекорд 12–3, тимът от Маями се изправя срещу Сан Антонио Спърс за втора поредна година като повторение на финала от 2013 година. Поради слабите си игри Хийт губи финала след само пет мача. След този сезон звездата на отбора Леброн Джеймс напуска отбора и се завръща в родния си Кливланд Кавалиърс.

## Успехи
- Шампиони на Югоизточната дивизия – 15 пъти (1997, 1998, 1999, 2000, 2005, 2006, 2007, 2011, 2012, 2013, 2014, 2016, 2018, 2020, 2023)
- Шампиони на Източната Конференция – 7 пъти (2006, 2011, 2012, 2013, 2014, 2020, 2023)
- Шампиони на НБА – 3 пъти (2006, 2012, 2013)